# Svatý Linhart
Svatý Linhart, též Leonard či Leonhard z Noblacu, franc. též Liénard (?- asi 5. října 559?), jinde 570 – byl franský poustevník, mnich a misionář.

## Život
Pocházel z franské šlechtické rodiny v Noblacu nedaleko Limoges. Narodil se v přesně nedoloženém roce na přelomu 5. a 6. století, za vlády merovejského krále Chlodvíka I. Křest, vzdělání a kněžské svěcení získal od remešského biskupa svatého Remigia v dómské škole v Remeši. Odmítl dvorský úřad, úřad biskupa i rodinné dědictví a odešel do pustiny jako poustevník. Později jako benediktinský mnich založil v rodném místě klášter Nobiliacum, v němž se stal opatem. Život dovršil jako misionář. Zemřel a je pohřben v Noblatu v románském kostele svého někdejšího kláštera Saint-Léonard-de-Noblat. Podle některých pramenů se tak stalo až roku 570.
Proslul péčí o nemocné, exorcismem a osvobozováním křesťanských vězňů ze zajetí.

## Kult
Úcta ke svatému Linhartovi se šířila ve Francii a v Německu (zejména v Bavorsku a alpských krajích) od 11. století. První životopis byl napsán roku 1030. Jeho pohřební chrám leží na trase Svatojakubské cesty, což přispělo k šíření světcova kultu poutníky. Další rozšíření úcty znamenalo zařazení Linharta mezi čtrnáct svatých pomocníků v nouzi a utrpení, kult se značně rozmohl v době barokní. Středisky Linhartova kultu byla poutní místa Inchenhofen a Aigen am Inn v horním Bavorsku (od 14. století), Ganacker v dolním Bavorsku a Tamsweg v Rakousku.

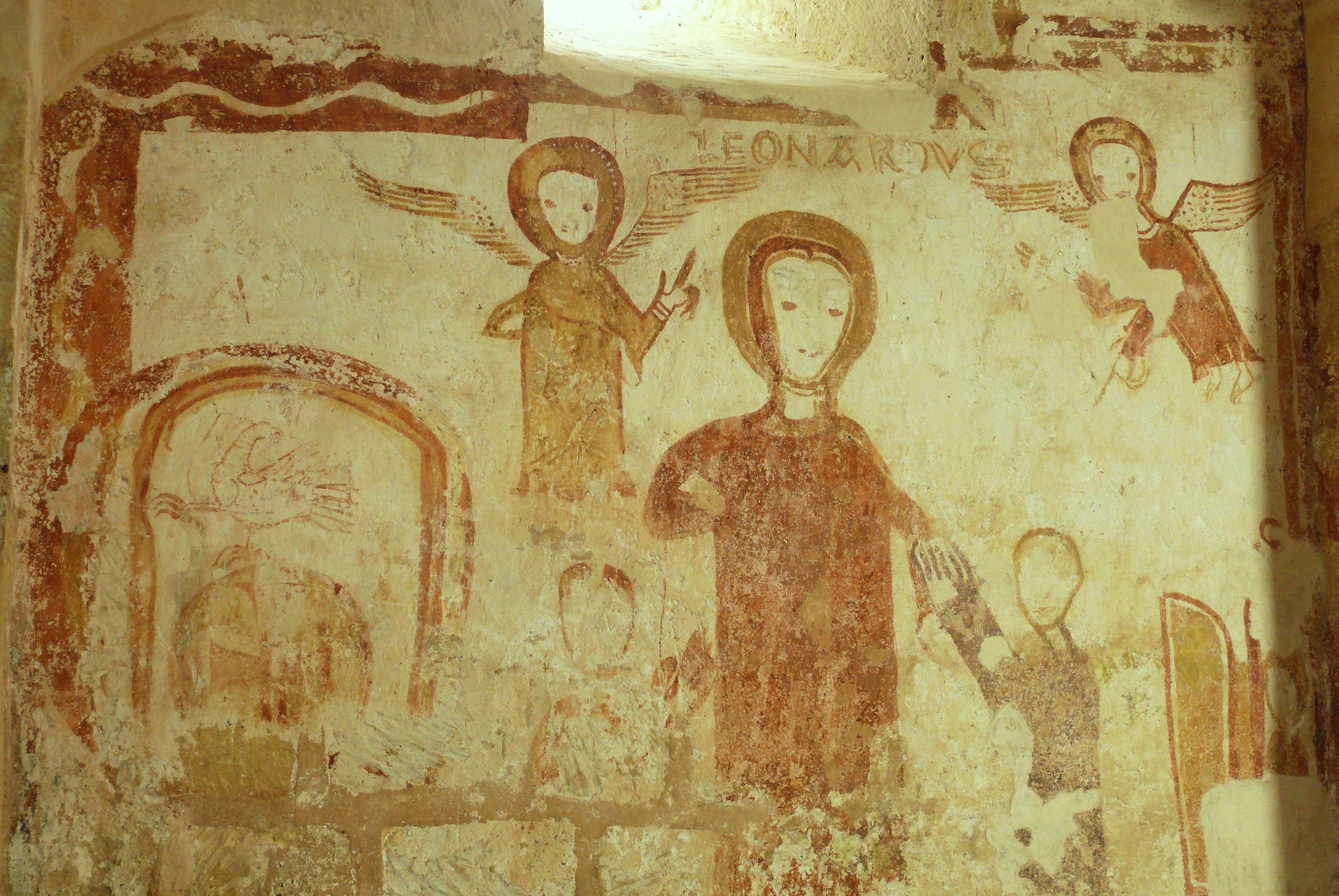
Linhart osvobozuje vězně, románská freska z kostela sv. Kryštofa v Montferrand-du-Périgord

## Vyobrazení
Linhart bývá vyobrazen v černém mnišském hábitu benediktina s vlasy zastřiženými do tonzury, nebo jako opat v liturgickém oděvu s mitrou na hlavě. Jako atributy drží nejčastěji okovy (na znamení osvobození vězně), podkovu nebo svíci. Jako opat má v pravici berlu. Je-li vyobrazen v cyklu, pak to bývají tyto legendární výjevy: 1. Křest či svěcení; 2. Odchod do pustiny; 3. Osvobození krále Chlodvíka ze zajetí barbarů; 4.Stráž v táboře královny při její "těžké hodince"; 5. Z královského daru zlata a stříbra zakládá klášter; 6. Smrt v kruhu spolubratří v klášteře.
Ve skupině Čtrnácti svatých pomocníků bývá vyobrazen s krávou či volem u nohou nebo s koňskou podkovou.

## Patron
Linhart je patronem fyzicky i duševně nemocných, trpících, domácího dobytka a vězňů. Patronát drží nad městem Bad Tölz v Bavorsku, kde se každoročně 9. listopadu pořádá slavnost zvaná Leonhardiritt, v Kirkopu na Maltě se poutní slavnost koná třetí neděli v srpnu.

## Patrocinium v českých zemích
Linhartovi jsou zasvěceny přes dvě desítky kostelů a mnoho oltářů, zejména venkovských kostelů.
Výběr:

### Čechy
- kostel svatého Linharta na Starém Městě pražském ze 12. století, patrně nejstarší v českých zemích; byl zbořen při asanaci staré Prahy koncem 19. století. Z kostela se dochovaly fragmenty architektonických článků a dva náhrobky v Lapidáriu Národního muzea v Praze.
- Kostel v Uhlišti u Klatov – středověký
- Kostel v Cítově
- Kostel v Čakově
- Kostel v Hlavici

### Morava
- Kostel v Mušově
- Kostel v Lidéřovicích,
- kostel v Horních Studénkách na Šumpersku
- kostel ve Vysokých Žibřidovicích u Starého Města